# Fillmore na tropie
Fillmore na tropie (ang. Fillmore!, 2002–2004) – amerykański serial animowany emitowany w latach 2002–2004, opowiadający o przygodach szkolnego patrolu dbającego o bezpieczeństwo uczniów.

## Fabuła
Akcja serialu rozgrywa się w Gimnazjum X, gdzie działa Szkolny Patrol, odpowiedzialny za utrzymanie porządku i bezpieczeństwa wśród uczniów. Głównymi bohaterami są Cornelius Fillmore i jego partnerka Ingrid Third, którzy rozwiązują różnorodne zagadki kryminalne na terenie szkoły.
Cornelius Fillmore to były łobuz, który po otrzymaniu drugiej szansy stał się czołowym detektywem Szkolnego Patrolu. Jego partnerka, Ingrid Third, jest nową uczennicą z fotograficzną pamięcią, która szybko dołącza do zespołu. Razem tworzą zgrany duet, skutecznie tropiący szkolnych przestępców i rozwiązujący skomplikowane sprawy.
Każdy odcinek przedstawia nową zagadkę, z którą muszą zmierzyć się Fillmore i Ingrid. Sprawy obejmują kradzieże, oszustwa, wandalizm i inne wykroczenia popełniane przez uczniów. Serial parodiuje klasyczne filmy detektywistyczne i policyjne, przenosząc ich schematy do realiów szkolnych, co nadaje mu unikalny charakter.

## Bohaterowie
- Cornelius Fillmore: Były łobuz, który po otrzymaniu drugiej szansy stał się członkiem szkolnego patrolu. Jest czarnoskóry, nosi okulary zasłaniające źrenice oraz charakterystyczną pomarańczową szarfę strażnika.
- Ingrid Third: Partnerka Fillmore’a w patrolu, geniusz taktyczny z fotograficzną pamięcią. Początkowo sceptycznie nastawiona do nowej szkoły, z czasem staje się niezastąpionym członkiem zespołu. Charakteryzuje się czarnym strojem, czarnymi włosami z białym pasemkiem i specyficznie ułożoną grzywką.
- Ernesto Vallejo: Komisarz szkolnego patrolu, odpowiedzialny za dowodzenie zespołem. Jego pasją jest wędkarstwo, a ulubionym napojem – kakao, od którego jest uzależniony. Nosi niebieską koszulę, krawat i spodnie od garnituru.
- Karen Tehama: Specjalistka w laboratorium szkolnego patrolu, mistrzyni daktyloskopii. Jej umiejętności analityczne są kluczowe w rozwiązywaniu szkolnych zagadek.
- Joseph Anza: Członek patrolu odpowiedzialny za działania w terenie. Jego sprawność fizyczna i determinacja czynią go niezastąpionym w akcjach wymagających szybkiej interwencji.

## Wersja oryginalna
Reżyseria: Christian Roman
Scenariusz: Scott M. Gimple, Keith Blocker i Mark Myers
Udział wzięli:
- Cornelius Fillmore – Orlando Brown
- Ingrid Trzecia – Tara Strong
- Młodszy komisarz Vallejo – Horatio Sanz
- Dyrektorka Folsom – Wendie Malick
- Wicedyrektor Raycliff – Jeff Probst
- Karen Tehama – Lauren Tom
- Joseph Anza – Danny Tamberelli
- Danny O’Farell – Kyle Sullivan

## Odcinki

### Spis odcinków
| N/o            | Polski tytuł                           | Angielski tytuł                        |
| -------------- | -------------------------------------- | -------------------------------------- |
|                |                                        |                                        |
| SERIA PIERWSZA |                                        |                                        |
|                |                                        |                                        |
| 01             | Szkice na ceramice                     | To Mar a Stall                         |
|                |                                        |                                        |
| 02             | Test nad Testami                       | Test on the Tested                     |
|                |                                        |                                        |
| 03             | Mole książkowe                         | A Wurm in our Midst                    |
|                |                                        |                                        |
| 04             | Zaginiona Maskotka                     | Cry, The Beloved Mascot                |
|                |                                        |                                        |
| 05             | Rudziki nie Polatają                   | Red Robins Don’t Fly                   |
|                |                                        |                                        |
| 06             | Następny przystanek, Armageddon        | Next Stop, Armageddon                  |
|                |                                        |                                        |
| 07             | Napper nigdy nie śpi                   | Nappers Never Sleep                    |
|                |                                        |                                        |
| 08             | Ingrid Trzecia, wróg publiczny numer 1 | Ingrid Third, Public Enemy #1          |
|                |                                        |                                        |
| 09             | Mroźny dzień w szkole                  | A Cold Day at X                        |
|                |                                        |                                        |
| 10             | Wandal w Muzeum                        | Masterstroke of Malevolence            |
|                |                                        |                                        |
| 11             | Dwa kółka, Gaz do dechy, Zero hamulców | Two Wheels, Full Throttle, No Breaks   |
|                |                                        |                                        |
| 12             | Królowie polegli na szachownicy        | Of Slain Kings on Checkered Fields     |
|                |                                        |                                        |
| 13             | Zapomniana przeszłość                  | A Forgotten Yesterday                  |
|                |                                        |                                        |
| SERIA DRUGA    |                                        |                                        |
|                |                                        |                                        |
| 14             | Wątpliwa waluta                        | The Currency of Doubt                  |
|                |                                        |                                        |
| 15             | Strzępki padały jak śnieg              | The Shreds Fell Like Snowflakes        |
|                |                                        |                                        |
| 16             | Wróg nie wybacza                       | Foes Don’t Forgive                     |
|                |                                        |                                        |
| 17             | Przyjaźń na południu, honor na północy | South of Friendship, North of Honor    |
|                |                                        |                                        |
| 18             | Nie ma nietykalnych                    | Immune to All But Justice              |
|                |                                        |                                        |
| 19             | Dziewiętnasty dołek to płytki grób     | The Nineteenth Hole is a Shallow Grave |
|                |                                        |                                        |
| 20             | Honor rodziny                          | Links in a Chain of Honor              |
|                |                                        |                                        |
| 21             | Niewidoczne odbicie                    | The Unseen Reflection                  |
|                |                                        |                                        |
| 22             | Kryptonim: Maszynka do włosów          | Code Name: Electric Haircut            |
|                |                                        |                                        |
| 23             | Graj, Maestro, Graj                    | Play On, Maestro, Play On              |
|                |                                        |                                        |
| 24             | Kapuś wybawiciel                       | This Savior, a Snitch                  |
|                |                                        |                                        |
| 25             | Wyrównanie mrocznych porachunków       | A Dark Score Evened                    |
|                |                                        |                                        |
| 26             | Zwyczajna wycieczka                    | Field Trip of the Just                 |
|                |                                        |                                        |